# Candela Collection
Candela Collection är ett samlingsalbum från 1996 av det svenska dansbandet Candela.
Låten "Place de Trocadero" tolkades 1996 även av Wizex, som släppte den på singel, och 1997 även spelade in den på albumet Några enkla rader.

## Låtlista
(låtskrivare inom parentes)
1. Att det i stjärnorna står skrivet (Warnerbring/Möller)
2. Malmö - Köpenhamn (Stråhed - Svenling)
3. Varje litet ögonkast (Every Little Thing) (Carter - Andersson - Rosin - Månsson)
4. Du finns i mina tankar (Ebbesson)
5. Säg har du glömt (Jensen)
6. Galen (Nelson/Lindfors)
7. Av hela mitt hjärta (Månsson - Lösnitz)
8. Nya vingar (Palm - Georgsson)
9. Där vallmoblomman står (Stråhed)
10. Place de Trocadero (Stråhed)
11. När du ser på mig (B. Heil)
12. Lycklig igen (Stråhed)
13. Som om du var här (Eriksson)
14. Nätterna med dig (Thunqvist - Svenling)
15. Bang Bang (Norell/Oson/Bard)
16. Jag önskar mig (Lindholm)
17. I mina drömmar (Eriksson)
18. Viva! Fernando Garcia (Månsson -Svenling)
19. Älskar du mig (Möller)
20. We Are Family (Rogers - Edwards)